# Francesco Adriano Ceva
Francesco Adriano Ceva (Mondovì, 1580 - Roma, 12 de outubro de 1655) foi um cardeal do século XVII.

## Biografia
Nasceu em Mondovì em 1580. Dos marqueses de Ceva. Filho do Marquês Garzilasco Ceva. Seu primeiro nome também está listado apenas como Adriano; e como Adriano.
Obteve o título de magister.
Foi a Roma e entrou na corte do Cardeal Maffeo Barberini, futuro Papa Urbano VIII; secretário de sua legação na França, 1604-1607; seu conclavista em 1623. Cônego do capítulo da patriarcal basílica de Latrão com o encargo chamado Concessum. Secretário de Memórias. Mestre de Câmara de Sua Santidade. Referendário dos Tribunais da Assinatura Apostólica da Justiça e da Graça. Prelado doméstico de Sua Santidade, 14 de fevereiro de 1637. Núncio extraordinário na França para estabelecer a paz com a Santa Sé, 1632-1634. Secretário de Estado.
Criado cardeal sacerdote no consistório de 13 de julho de 1643; recebeu o gorro vermelho e o título de S. Prisca, a 31 de agosto de 1643. Participou no conclave de 1644, que elegeu o Papa Inocêncio X. Participou no conclave de 1655, que elegeu o Papa Alexandre VII.
Morreu em Roma em 12 de outubro de 1655, perto das 15 horas, de podagra e chiragra, Roma (1). Sepultado no batistério da basílica patriarcal de Latrão, Roma.